# مريم فخري
مريم فخري (10 ديسمبر 1966 -)، مغنية أردنية.

## مسيرتها الفنية
بدأت مسيرتها الغنائية من خلال غنائها أغنية «أنا يا طير» وهي أغنية عراقية قديمة أعادت مريم غنائها بتوزيع موسيقي جديد وحققت من خلالها نجاحاً كبيراً وفازت باكثر من استفتاء غنائي، لتقدم بعدها مريم أولى تجاربها مع الألبومات الغنائية وذلك من خلال ألبومها الأول «حس بية» مع شركة «روتانا» وتكون بذلك أول مطربة وفنانة أردنية تتعاون مع هذه الشركة.
توالى بعدها مشوار مريم فخري مع الأغنيات المنفردة أهمها وأشهرها أغنية «أنسى الموضوع» كلمات الشاعر صفوح شغالة وألحان الفنان اللبناني ناصر الأسعد، وتعتبر هذه الأغنية من الأعمال الضاربة في حياة مريم فخري حيث حققت من خلالها نجاحاً منقطع النظير وكانت قد صورتها بطريقة الفيديو كليب وأحتلت المراكز الأولى والمتقدمة في عدة فضائيات عربية.
كتبت مريم فخري ولحنت أغلب أغنياتها، مثل أغاني: «لازم» و«طبعك» و«مستخف دمك» و «وحشتني ليالي زمان»
و دويتو «حبك صعب» مع محمد قويدر.

## أعمالها الفنية

### الألبومات
في أرشيف مريم ثلاثة ألبومات غنائية وعشرات الأغنيات المنفردة والتي تنوعت ما بين العاطفية والوطنية والأنسانية:
- ألبوم «حس بية» من أنتاج شركة روتانا 1997 وتم تسجيل جميع أغنياته في القاهرة وقد شارك بالعمل عليه كل من مدحت العدل ورياض الهمشري وخليل مصطفى، محمد مصطفى وعمرو عبد العزيز وغيرهم.

- ألبوم «أرجعلي» من أنتاج شركة صوت القاهرة 2007 واحتوى على مجموعة منوعة من الأغنيات أهمها وأشهرها أغنية «لازم».

- ألبوم «أستنى عندك» من أنتاج شركة «هاي ميكس» 2010 احتوى على 8 أغنيات جميعها من كلمات وألحان مريم فخري بنفسها. وأحتوى الألبوم على مجموعة مميزة من الأغنيات منها «حبك صعب» الدويتو الذي جمعها مع محمد قويدر وصورته بطريقة الفيديو كليب وأيضاً أغنيات مثل «مستخف دمك» و«طبعك» و«وحشتني ليالي زمان» و«أستنى عندك» التي حملت عنوان الألبوم.

## المهرجانات التي شاركت بها
شاركت مريم فخري بعد ذلك في العديد من المهرجانات العربية وكان ابرزها مهرجانات بلدها الأردن ومنها مهرجان جرش للثقافة والفنون ومهرجان الفحيص، مهرجان الأزرق، مهرجان شبيب. وعلى المستوى العربي مهرجان التلفزيون في تونس والتسوق في دبي والفاتح في ليبيا وليالي التلفزيون بالقاهرة واحتفالات فوز المنتخب المصري بالفوز بكاس أفريقيا عام 98.
- مهرجان جرش في الأردن
- مهرجان الفحيص في الأردن
- مهرجان شبيب في الأردن
- ليالي الإذاعة والتلفزيون في مصر
- مهرجان التسوق في دبي
- مهرجان الفاتح في ليبيا
- مهرجان قرطاج في تونس